# À travers le Hageland
Cet article concerne la course masculine. Pour la course féminine, voir À travers le Hageland féminin.
À travers le Hageland (en néerlandais : Dwars door het Hageland) est une course cycliste disputée en Belgique au mois d'avril. Elle se déroule dans la région du Hageland autour de la ville d'Aarschot, qui est située dans la province du Brabant flamand, partie de la Région flamande.
Créée en 2001, la course connait trois éditions jusqu'en 2003. Elle fait alors partie du calendrier national de courses. La course revient en 2006, toujours dans le calendrier national. Elle entre dans l'UCI Europe Tour en 2010, en catégorie 1.2, puis en catégorie 1.1 de 2016 à 2019. Depuis 2016, l'épreuve est une des manches de la Coupe de Belgique sur route. En 2020, elle intègre l'UCI ProSeries, le deuxième niveau du cyclisme international.

## Palmarès
| Année           | Vainqueur            | Deuxième            | Troisième             |
| Élite nationale | Élite nationale      | Élite nationale     | Élite nationale       |
| --------------- | -------------------- | ------------------- | --------------------- |
| 2001            | Jan Claes            | Wesley Bellen       | Sandro Bignen         |
| 2002            | Frank Verjans        | Wouter Van Mechelen | Niels Hammers         |
| 2003            | Gordon McCauley      | Andy Vanhoudt       | Kurt Wouters          |
| 2004-2005       | Non disputé          | Non disputé         | Non disputé           |
| 2006            | Gediminas Bagdonas   | Nico Kuypers        | Simas Kondrotas       |
| 2007            | Dave Bruylandts      | Nico Kuypers        | Kurt Van Goidsenhoven |
| 2008            | Bert Scheirlinckx    | Lieuwe Westra       | Nico Sijmens          |
| 2009            | Geert Omloop         | Benny De Schrooder  | Benjamin Gourgue      |
| UCI Europe Tour |                      |                     |                       |
| 2010            | Frédéric Amorison    | Stijn Steels        | Michael Tronborg      |
| 2011            | Grégory Habeaux      | Huub Duyn           | Christian Møberg      |
| 2012            | Timothy Stevens      | Davy Commeyne       | Niko Eeckhout         |
| 2013-2015       | Non disputé          | Non disputé         | Non disputé           |
| 2016            | Niki Terpstra        | Wout van Aert       | Florian Sénéchal      |
| 2017            | Mathieu van der Poel | Taco van der Hoorn  | Wout van Aert         |
| 2018            | Krists Neilands      | Elia Viviani        | Gianni Vermeersch     |
| 2019            | Kenneth Vanbilsen    | Niki Terpstra       | Quinten Hermans       |
| UCI ProSeries   |                      |                     |                       |
| 2020            | Jonas Rickaert       | Nils Eekhoff        | Gianni Vermeersch     |
| 2021            | Rasmus Tiller        | Danny van Poppel    | Yves Lampaert         |
| 2022            | Oscar Riesebeek      | Gianni Vermeersch   | Florian Sénéchal      |
| 2023            | Rasmus Tiller        | Stan Van Tricht     | Florian Vermeersch    |
| 2024            | Gianni Vermeersch    | Jonas Abrahamsen    | Hartthijs de Vries    |
| 2025            | Paul Magnier         | Rasmus Tiller       | Tibor Del Grosso      |